# Andrew Durante
Andrew Durante (Sídney, 3 de mayo de 1982) es un exfutbolista australiano nacionalizado neozelandés. Jugaba como defensor central. Jugó once temporadas en el Wellington Phoenix, convirtiéndose en un jugador emblemático para los seguidores del club. 
A nivel internacional fue convocado para un amistoso que disputaba Australia ante Indonesia en 2010, aunque no logró jugar ningún minuto. A pesar de ello, en 2013 recibió la nacionalidad neozelandesa, lo que le permitió jugar 24 partidos con los All Whites, sobrenombre de la selección de fútbol de dicho país.

## Carrera
Comenzó su carrera como profesional en el Sydney Olympic en el año 2001, club de su ciudad natal, donde jugó 53 veces y convirtió su primer gol, luego, entre 2003 y 2004, tuvo un paso irregular por el Parramatta Power, donde solo disputó 5 partidos, a fines de 2004 defendió la camiseta del Balestier Khalsa de Singapur, otro equipo en el que jugó muy poco, tan solo 8 partidos.
Su carrera futbolística estalló realmente en el año 2005, cuando fue transferido al Newcastle Jets donde jugó 42 partidos y consiguió el mayor logro de su carrera, el título de la A-League en la temporada 2007/08. En 2008, luego de conseguir el campeonato con el Newcastle Jets, recaló en el Wellington Phoenix, donde se convirtió en capitán. En 2011 tuvo un corto paso a préstamo por el Sydney para afrontar la Liga de Campeones de la AFC.

### Clubes
| Club                  | País          | Año         |
| --------------------- | ------------- | ----------- |
| Sydney Olympic        | Australia     | 2001 - 2003 |
| Parramatta Power      | Australia     | 2003 - 2004 |
| Balestier Khalsa      | Singapur      | 2004        |
| Newcastle United Jets | Australia     | 2005 - 2008 |
| Wellington Phoenix    | Nueva Zelanda | 2008 - 2011 |
| Sydney FC             | Australia     | 2011        |
| Wellington Phoenix    | Nueva Zelanda | 2011 - 2019 |
| Western United        | Australia     | 2019 - 2021 |

### Selección nacional
Fue convocado en 2010 para disputar un encuentro ante Indonesia en representación de Australia. Sin embargo, no jugó ningún minuto del encuentro. 
En 2013, Durante obtuvo la nacionalidad neozelandesa y, ante el retiro de Ryan Nelsen, recibió el llamado de Ricki Herbert para integrar la escuadra de los All Whites en los dos partidos por la clasificación para la Copa Mundial ante Nueva Caledonia y las Islas Salomón. Sin embargo, la FIFA se opuso a la aparición del defensor en el encuentro ante la selección neocaledonia, quien finalmente logró su debut para los Kiwis en la victoria 2-0 sobre la selección salomonense. El máximo ente rector del fútbol internacional abrió una investigación sobre la elegibilidad del defensor en junio de 2013, que se cerraría el 11 de septiembre del mismo año con la decisión de que Durante cumple los requisitos para representar a Nueva Zelanda. En 2017 disputó los tres encuentros de la Copa FIFA Confederaciones.

#### Partidos y goles internacionales
| Partidos y goles internacionales | Partidos y goles internacionales | Partidos y goles internacionales | Partidos y goles internacionales | Partidos y goles internacionales | Partidos y goles internacionales           | Partidos y goles internacionales |
| #                                | Fecha                            | Estadio                          | Rival                            | Resultado                        | Competición                                | Gol(es)                          |
| -------------------------------- | -------------------------------- | -------------------------------- | -------------------------------- | -------------------------------- | ------------------------------------------ | -------------------------------- |
| 2013                             |                                  |                                  |                                  |                                  |                                            |                                  |
| 1                                | 26 de marzo                      | Estadio Lawson Tama, Honiara     | Islas Salomón                    | 2 – 0                            | Clasificación para la Copa Mundial de 2014 |                                  |
| 2                                | 5 de septiembre                  | Estadio Rey Fahd, Riad           | Arabia Saudita                   | 1 – 0                            | OSN Cup 2013                               |                                  |
| 3                                | 9 de septiembre                  | Estadio Rey Fahd, Riad           | Emiratos Árabes Unidos           | 0 – 2                            | OSN Cup 2013                               |                                  |
| 4                                | 15 de octubre                    | Hasely Crawford, Puerto España   | Trinidad y Tobago                | 0 – 0                            | Amistoso                                   |                                  |
| 5                                | 13 de noviembre                  | Estadio Azteca, México, D. F.    | México                           | 1 – 5                            | Clasificación para la Copa Mundial de 2014 |                                  |
| 6                                | 20 de noviembre                  | Westpac Stadium, Wellington      | México                           | 2 – 4                            | Clasificación para la Copa Mundial de 2014 |                                  |
| 2014                             |                                  |                                  |                                  |                                  |                                            |                                  |
| 7                                | 5 de marzo                       | Estadio Olímpico, Tokio          | Japón                            | 2 – 4                            | Amistoso                                   |                                  |
| 8                                | 30 de mayo                       | Mount Smart Stadium, Auckland    | Sudáfrica                        | 0 – 0                            | Amistoso                                   |                                  |
| 9                                | 8 de septiembre                  | Estadio Pakhtakor, Taskent       | Uzbekistán                       | 1 – 3                            | Amistoso                                   |                                  |
| 2016                             |                                  |                                  |                                  |                                  |                                            |                                  |
| 10                               | 8 de octubre                     | Nissan Stadium, Nashville        | México                           | 1 – 2                            | Amistoso                                   |                                  |
| 11                               | 11 de octubre                    | RFK Stadium, Washington D. C.    | Estados Unidos                   | 1 – 1                            | Amistoso                                   |                                  |
| 12                               | 12 de noviembre                  | Estadio North Harbour, Auckland  | Nueva Caledonia                  | 2 – 0                            | Clasificación para la Copa Mundial de 2018 |                                  |
| 13                               | 15 de noviembre                  | Stade Yoshida, Koné              | Nueva Caledonia                  | 0 – 0                            | Clasificación para la Copa Mundial de 2018 |                                  |
| 2017                             |                                  |                                  |                                  |                                  |                                            |                                  |
| 14                               | 25 de marzo                      | Churchill Park, Lautoka          | Fiyi                             | 2 – 0                            | Clasificación para la Copa Mundial de 2018 |                                  |
| 15                               | 28 de marzo                      | Westpac Stadium, Wellington      | Fiyi                             | 2 – 0                            | Clasificación para la Copa Mundial de 2018 |                                  |
| 16                               | 2 de junio                       | Windsor Park, Belfast            | Irlanda del Norte                | 0 – 1                            | Amistoso                                   |                                  |
| 17                               | 12 de junio                      | Estadio Traktar, Minsk           | Bielorrusia                      | 0 – 1                            | Amistoso                                   |                                  |
| 18                               | 17 de junio                      | Zenit Arena, San Petersburgo     | Rusia                            | 0 – 2                            | Copa FIFA Confederaciones 2017             |                                  |
| 19                               | 21 de junio                      | Estadio Olímpico, Sochi          | México                           | 1 – 2                            | Copa FIFA Confederaciones 2017             |                                  |
| 20                               | 25 de junio                      | Zenit Arena, San Petersburgo     | Portugal                         | 0 – 4                            | Copa FIFA Confederaciones 2017             |                                  |
| 21                               | 5 de septiembre                  | Estadio Lawson Tama, Honiara     | Islas Salomón                    | 2 – 2                            | Clasificación para la Copa Mundial de 2018 |                                  |
| 22                               | 6 de octubre                     | Estadio Toyota, Nagoya           | Japón                            | 1 – 2                            | Amistoso                                   |                                  |
| 23                               | 11 de noviembre                  | Westpac Stadium, Wellington      | Perú                             | 0 – 0                            | Clasificación para la Copa Mundial de 2018 |                                  |
| 24                               | 15 de noviembre                  | Estadio Nacional, Lima           | Perú                             | 0 – 2                            | Clasificación para la Copa Mundial de 2018 |                                  |

## Palmarés
| Título                 | Club           | País      | Año     |
| ---------------------- | -------------- | --------- | ------- |
| National Soccer League | Sydney Olympic | Australia | 2001/02 |
| A-League               | Newcastle Jets | Australia | 2007/08 |

### Distinciones individuales
| Distinción                                   | Año     |
| -------------------------------------------- | ------- |
| Medalla Joe Marston                          | 2007/08 |
| Jugador del año de Sony (Wellington Phoenix) | 2009/10 |
| Jugador del año de Sony (Wellington Phoenix) | 2012/13 |

## Vida privada
En 1999, mientras se desempeñaba como jugador del equipo de reserva del Sydney Olympic, Durante recibió un disparo de arma de fuego en el pecho, luego de ser sustituido en un partido de entrenamiento que se llevaba a cabo en el campo de deportes del Mahoney Memorial Park de Sydney. La bala se alojó debajo de una de sus axilas y fue extraída el mismo día por un cirujano. Pese a la investigación policial posterior, jamás se pudo identificar al autor del disparo. 